# Restio cedarbergensis
Restio cedarbergensis är en gräsväxtart som beskrevs av Hans Peter Linder. Restio cedarbergensis ingår i släktet Restio och familjen Restionaceae. Inga underarter finns listade i Catalogue of Life.